# 藏假拟沿沟草
藏假拟沿沟草（学名：Paracolpodium tibeticum）为禾本科假拟沿沟草属下的一个种。其种加词“tibeticum”意为“西藏的”。